# Montagnes russes en intérieur
Les montagnes russes en intérieur, sans représenter un type spécifique de montagnes russes, sont des parcours de montagnes russes qui ont la particularité d'avoir été construit en intérieur, sous une structure, à l'abri. Cette grande famille peut cependant être divisés en deux sous-familles :

## Les montagnes russes intérieures
On appelle montagnes russes intérieures (indoor roller coaster) les parcours de montagnes russes construits dans un bâtiment sans pour autant que celui-ci ait été conçu en fonction de l'attraction. C'est principalement le cas pour les parcours de montagnes russes construits dans des parcs de loisirs en intérieur, ou ceux situées dans des centres commerciaux ou dans certains grands casinos.

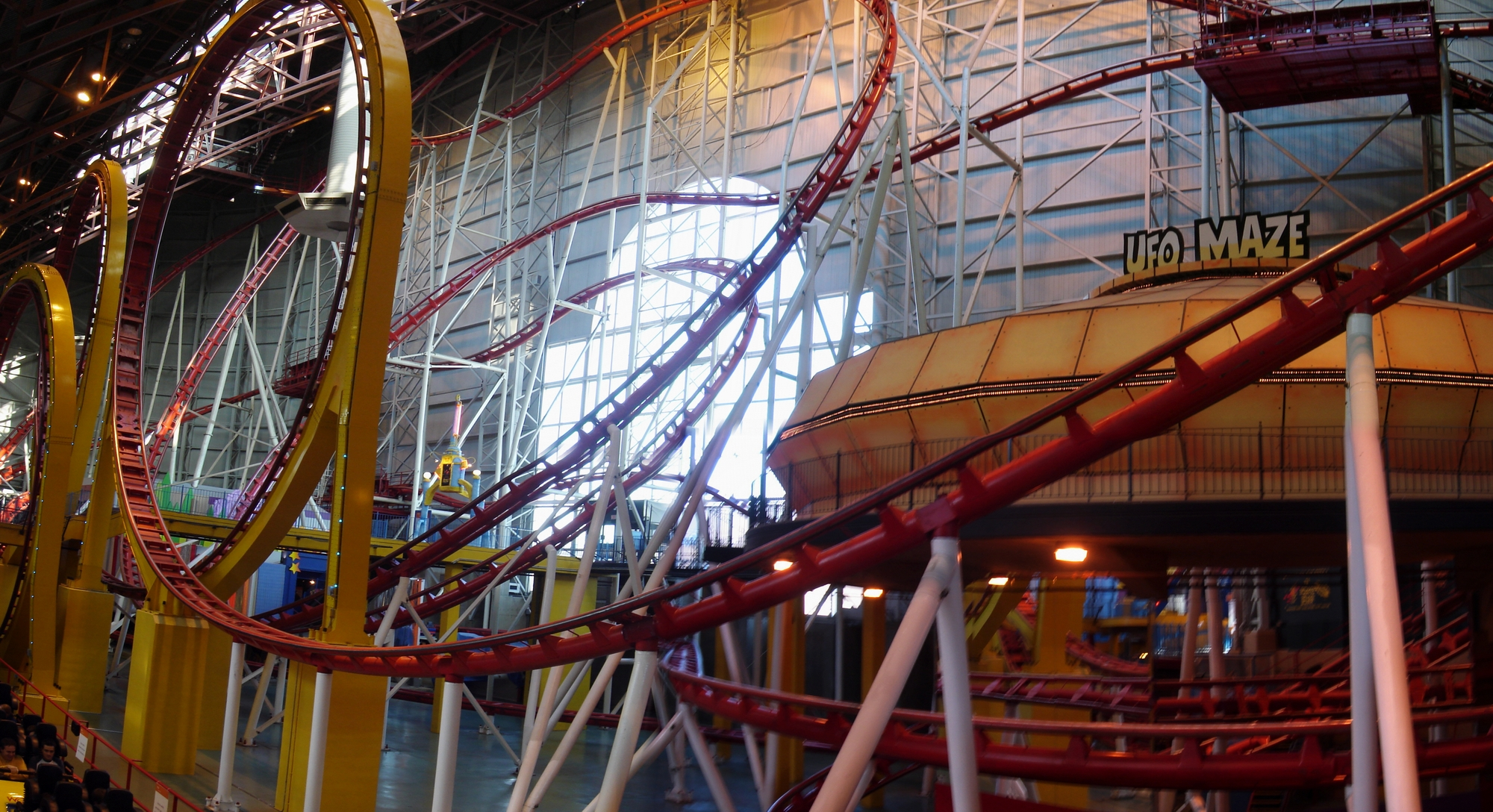
Mindbender à Galaxyland
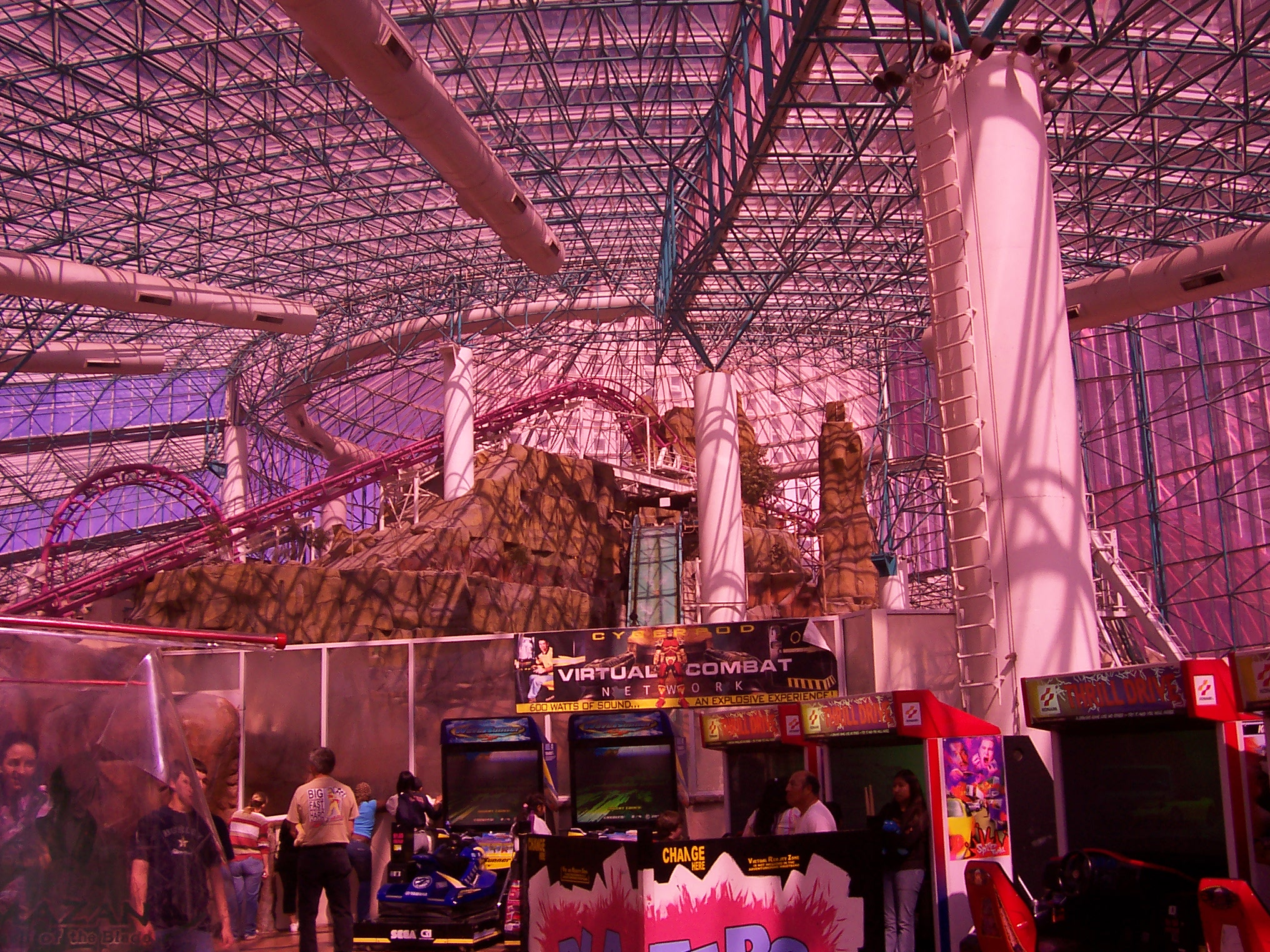
Canyon Blaster à Circus Circus Las Vegas Adventuredome
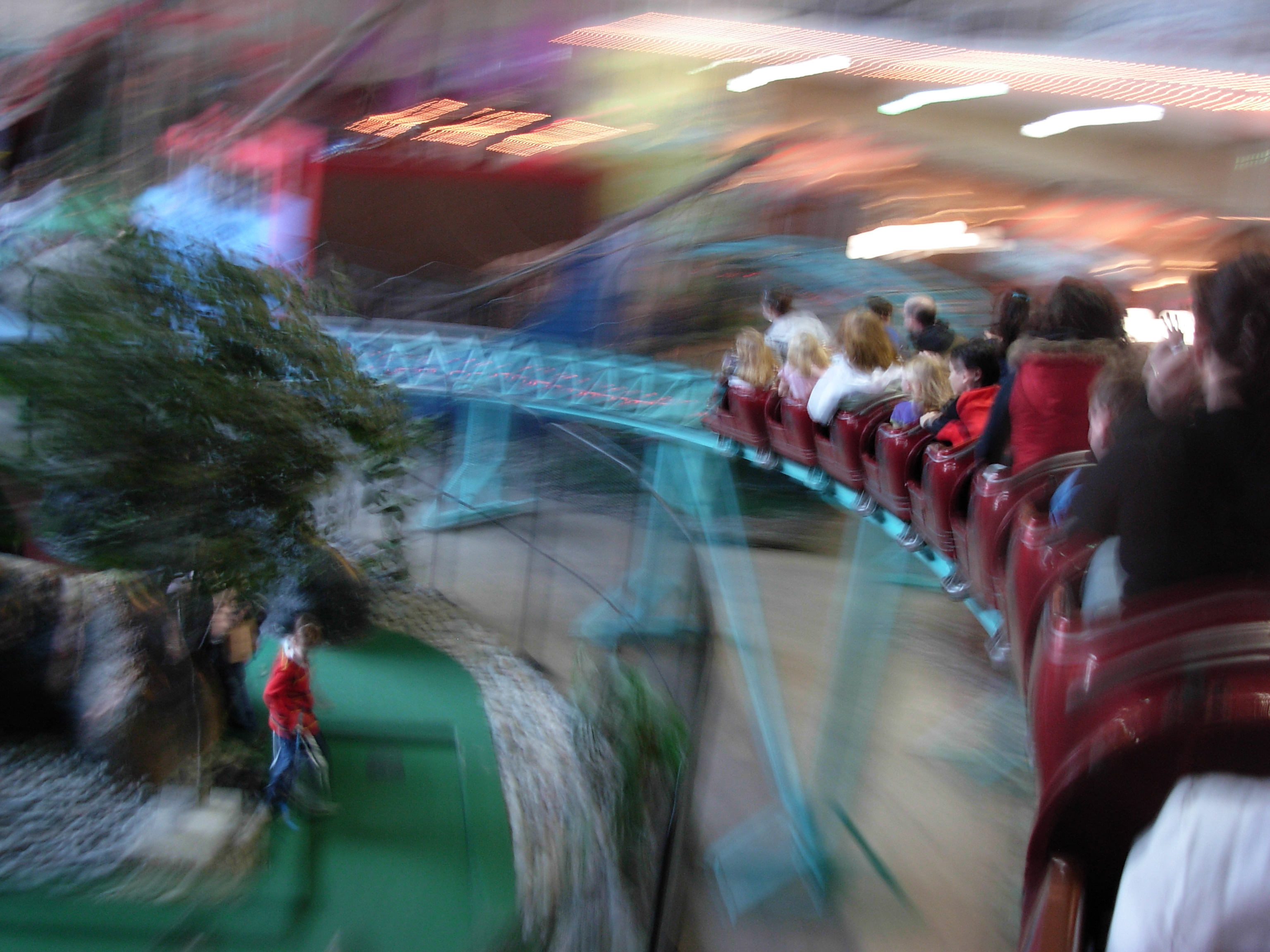
Montagnes russes Bullet au palais Crystal
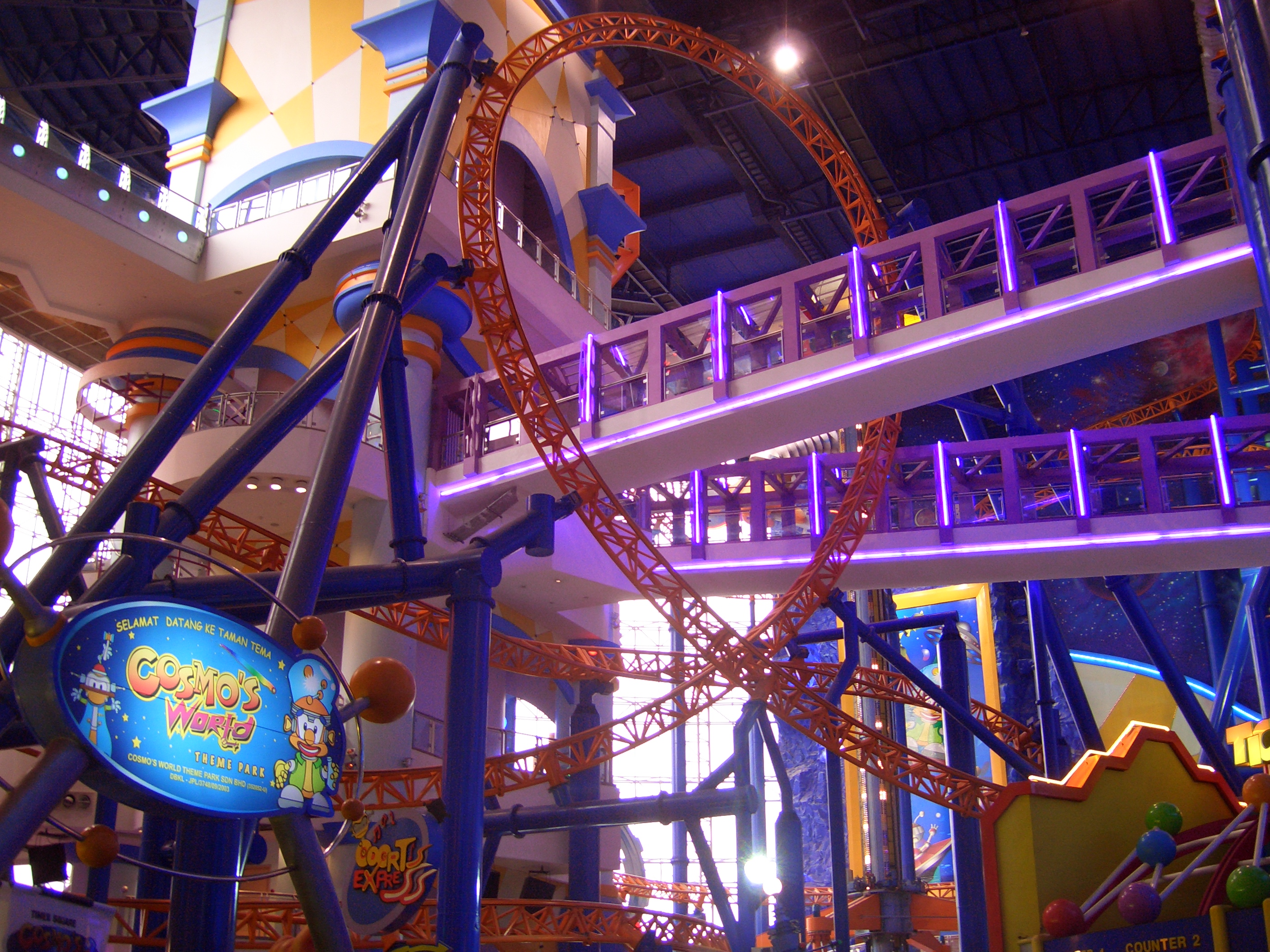
Supersonic Odyssey à Berjaya Times Square Theme Park

## Les montagnes russes enfermées
Les montagnes russes enfermées (enclosed roller coaster) sont elles aussi construites dans un bâtiment mais avec la différence que celui-ci a été créé spécialement et en fonction de l'attraction. Ce type d'attractions est également parfois appelé « montagnes russes dans le noir » car leur grand avantage est qu'elles permettent de maintenir l'attraction dans l'obscurité. Cette pénombre permet de « cacher » les rails, ainsi, les passagers n'ont aucun repère par rapport au circuit, augmentant l'effet de surprise et d'angoisse. Cela permet également d'utiliser des effets de lumière ou encore d'aider à l'immersion d'un décor particulier comme le thème spatial abordé dans Space Mountain des parcs Disney ou les sombre cavernes dans Runaway Mountain à Six Flags Over Texas par exemple.
Elles sont souvent situées dans des sortes de hangars, thématisés ou non, sans source de lumière extérieure, pour permettre d'utiliser différents effets spéciaux, et peuvent être théoriquement de toutes catégories, bien qu'il n'en existe que de type assis dans les faits.

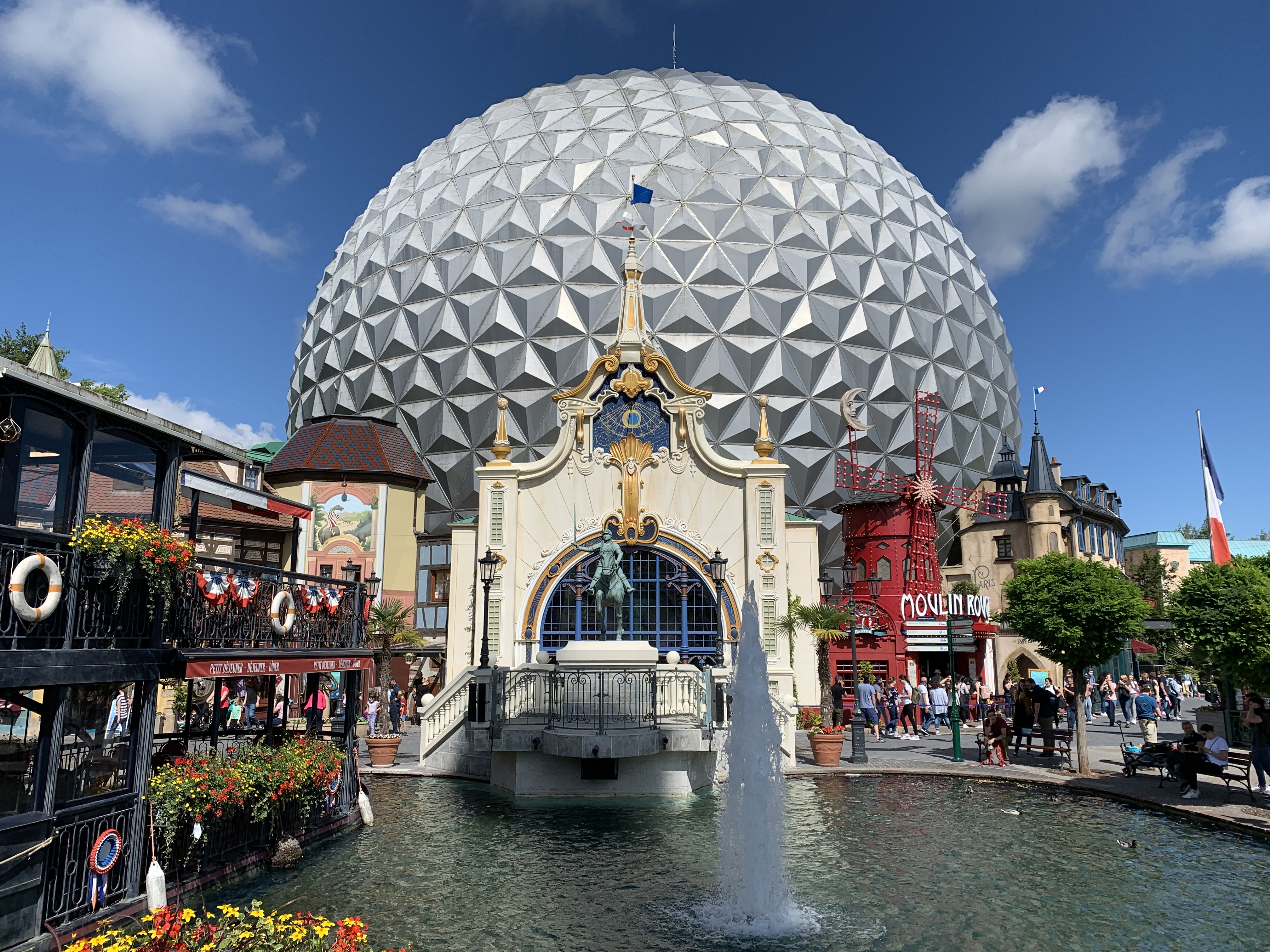
Eurosat - CanCan Coaster à Europa-Park
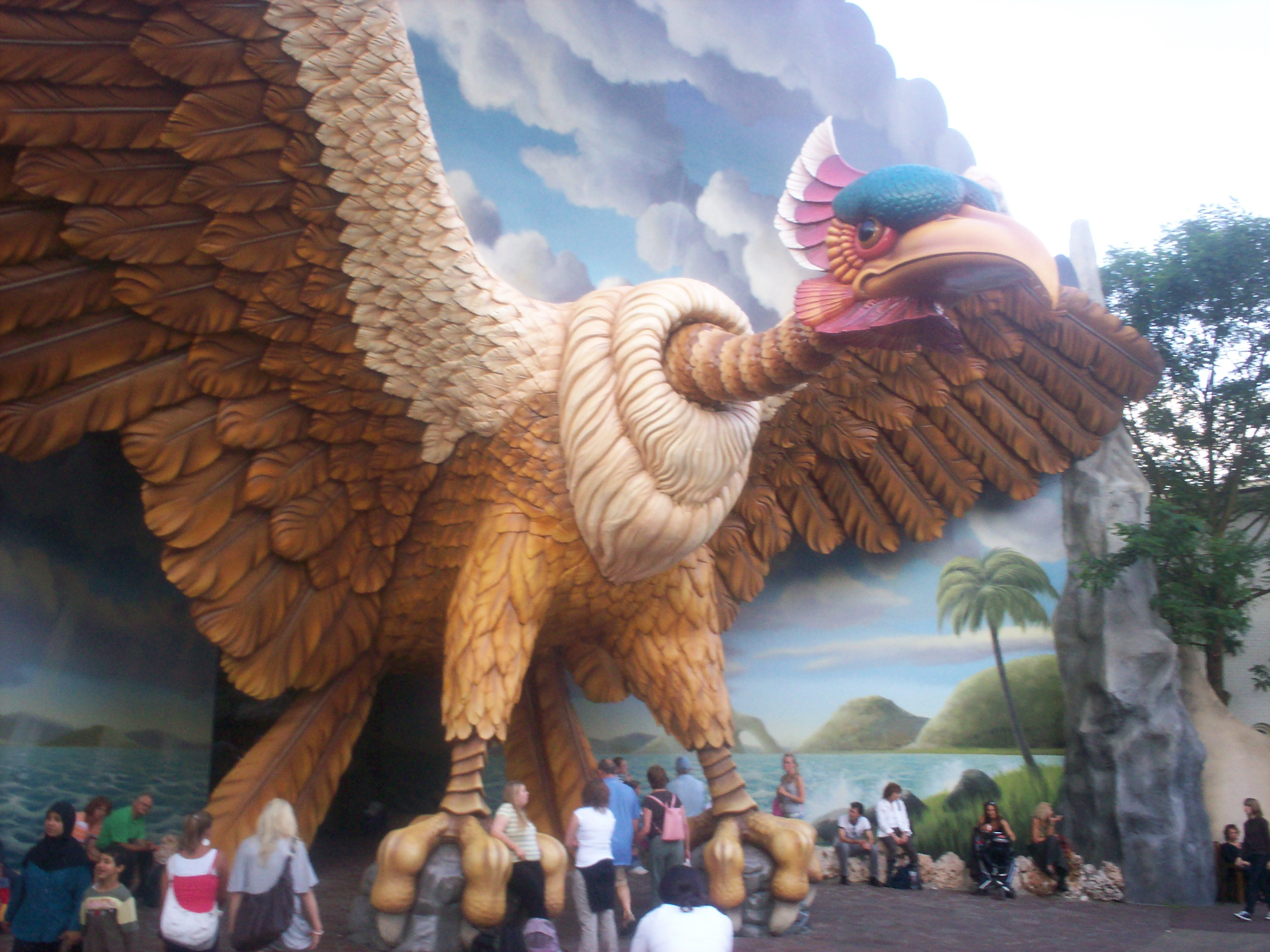
Entrée de Vogel Rok à Efteling
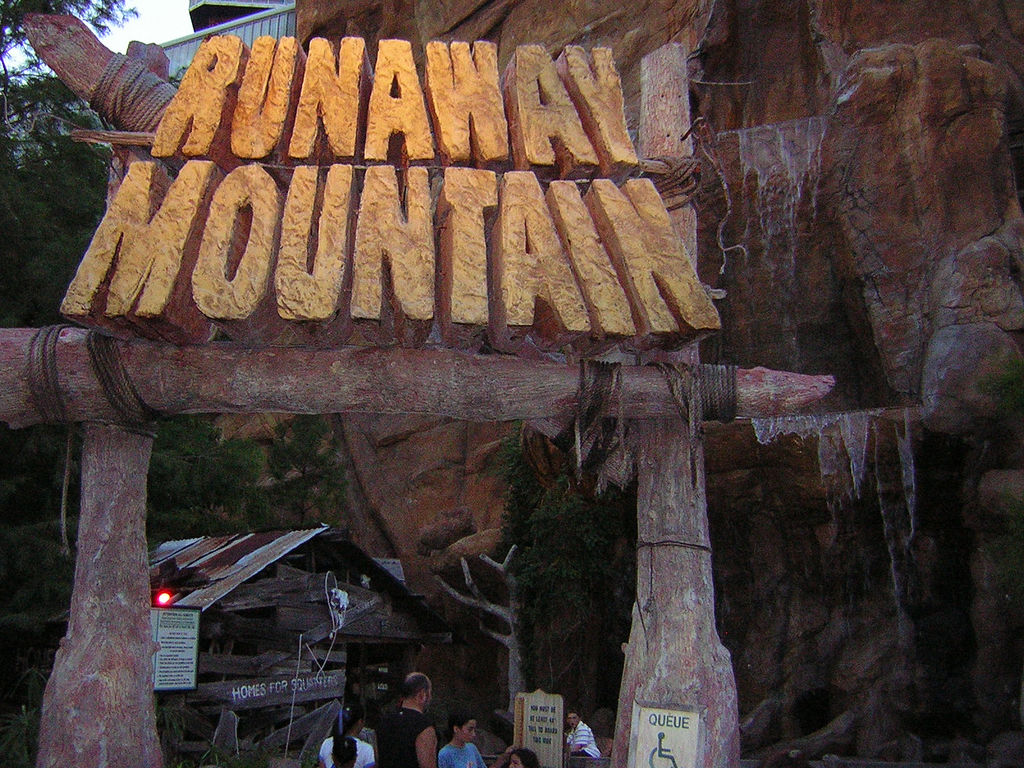
Runaway Mountain à Six Flags Over Texas
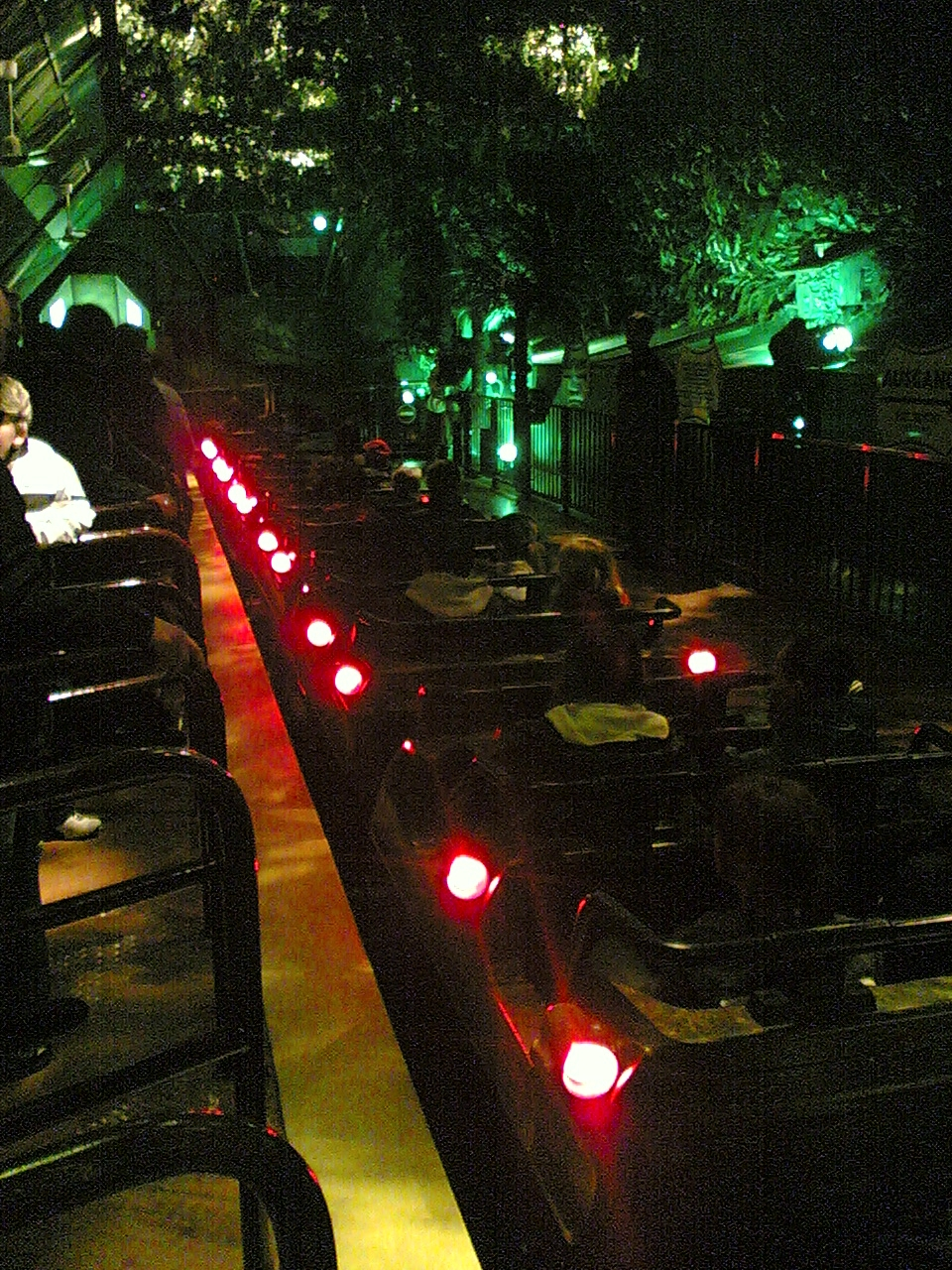
Gare de Temple of the Night Hawk à Phantasialand
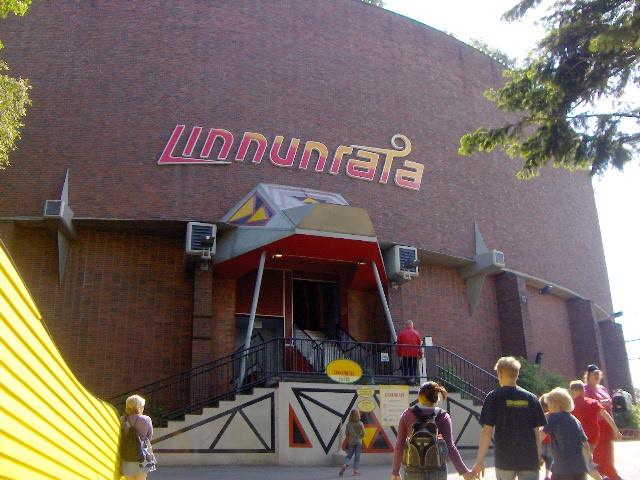
Linnunrata (en) à Linnanmäki
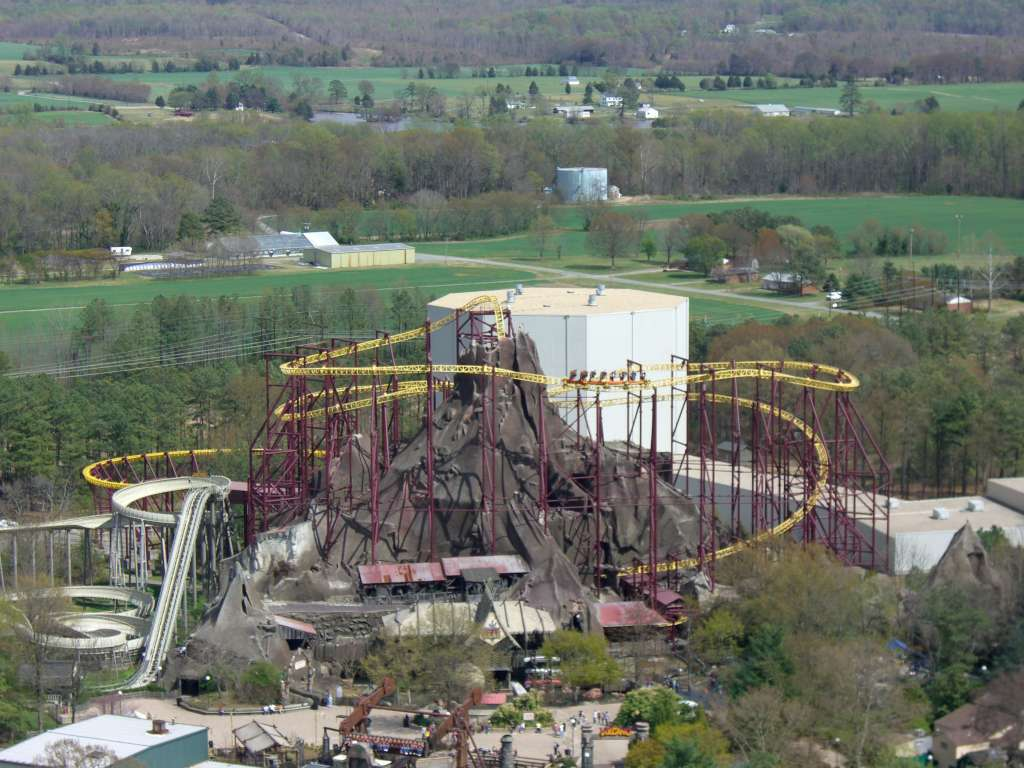
Le bâtiment blanc contient les montagnes russes Flight of Fear à Kings Dominion.
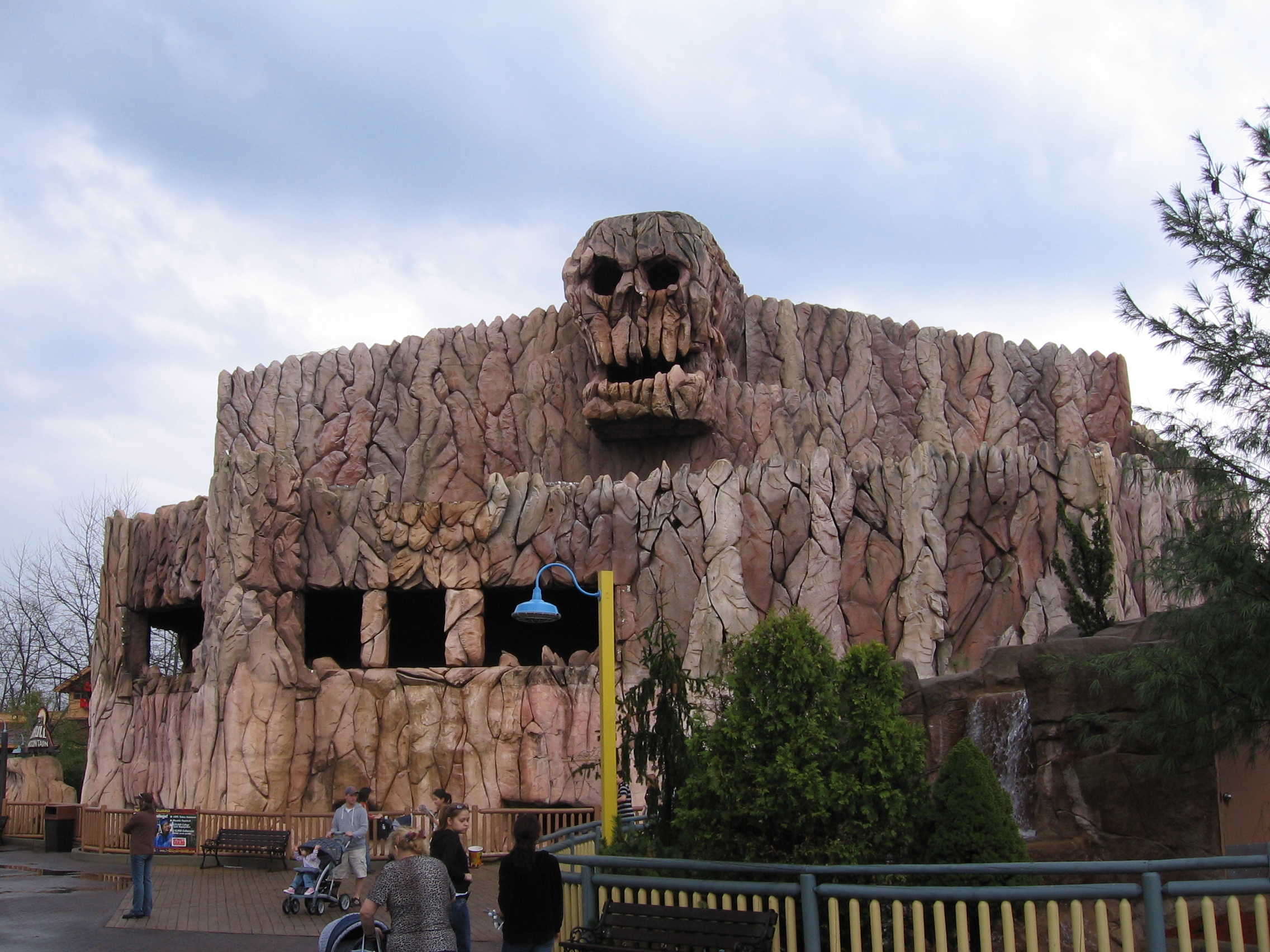
Skull Mountain (en) à Six Flags Great Adventure
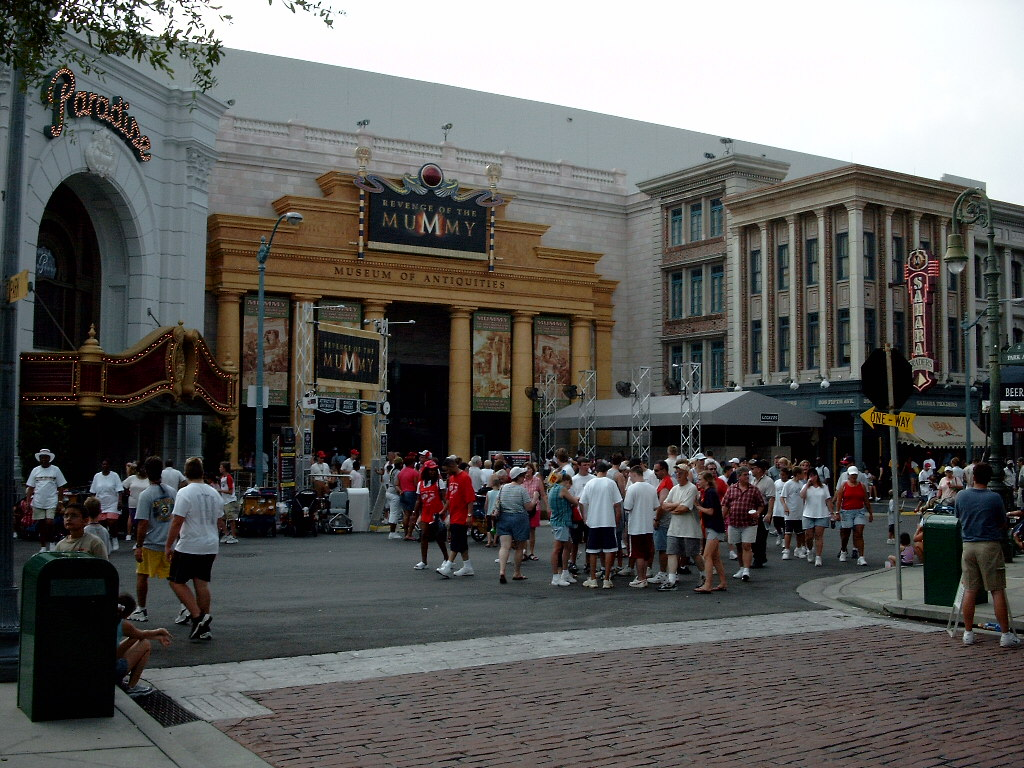
Entrée de Revenge of the Mummy, à Universal Studios Florida
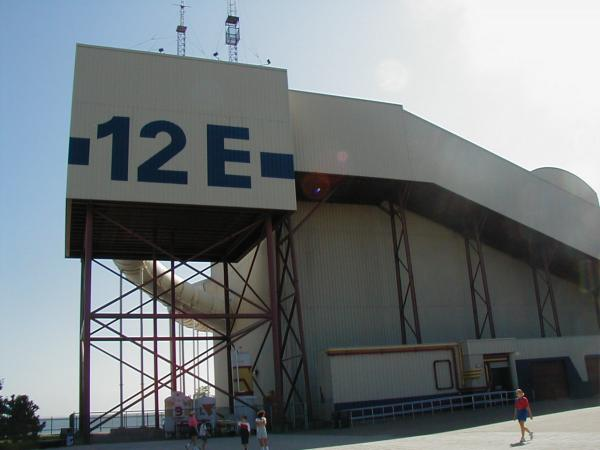
Les montagnes russes bobsleigh Disaster Transport à Cedar Point